# ارنست هرتسفلد
ارنست امیل هرتسفلد (به آلمانی: Ernst Emil Herzfeld) (زاده ۲۳ ژوئیهٔ ۱۸۷۹ – درگذشته ۲۰ ژانویهٔ ۱۹۴۸) باستان‌شناس و ایران‌شناس آلمانی بود که در سال‌های ‎۱۹۲۳–۱۹۲۵ بخش‌هایی از پاسارگاد و تخت جمشید را برای نخستین بار تحت نظر رضاشاه مورد کاوش قرار داد. وی از نسل نخستین باستان‌شناسان سرشناس است که در ایران سالهای بسیاری به کاوش پرداخته است. هرتسفلد از ‎۱۹۲۵–۱۹۳۴ به دعوت دولت وقت در ایران اقامت داشت. او در پیوند با تاریخ ایران باستان و میان‌رودان پژوهش‌های میدانی گسترده‌ای انجام داد. شناخت آثار تاریخی ایران در انجمن‌های علمی جهان تا حد زیاد مدیون زحمات اوست. یکی از درخشان‌ترین جنبه‌های کاری او بیرون آوردن پلکان خاوری کاخ آپادانا از زیر خاک و همچنین کشف ده‌ها هزار لوح گِلی است که داده‌های گسترده‌ای از اقتصاد و جامعه ایران در زمان شاهنشاهی هخامنشی به عموم ارائه کرد.

## خانواده
اِرنسْت امیل هِرتْسفِلْد در ۲۳ ژوئیه ۱۸۷۹ در هانوفر آلمان (در دوره پادشاهی پروس) در خانواده‌ای یهودی به دنیا آمد. وی پسر پزشک ارتش پروس «یوزف هرتسفلد» و «مارگارته روزنتال» از نامی‌ترین باستان‌شناسان و متخصصان امور شرق باستان و خط‌شناس و متخصص خطوط باستانی در آلمان بود. مارگارته روزنتال از پدر و مادری یهودی زاده شده بود.

## تحصیل
هرتسفلد پس از پایان دوره دبیرستان در برلین نخست به تحصیل در رشته معماری در دانشگاه فنی برلین پرداخت که در سال ۱۹۰۳ به پایان رساند. پس از آن هرتسفلد جوان به فراگرفتن تاریخ آشوری‌ها و تاریخ هنر در دانشگاه‌های مونیخ و برلین روی آورد. هرتسفلد در سال ۱۹۰۷ پایان‌نامه دکترای خویش را در مورد پاسارگاد به استادان خویش ادوارد مایر (Eduard Meyer) و اشتفان ککوله (Stephan Kekulé) تقدیم کرد. موضوع پایان‌نامه دکترای وی در همان سال به صورت کتابی چاپ و منتشر شد.

## فعالیت‌ها

### پایان‌نامه دکترا و پس از آن
هرتسفلد ابتدا به عنوان استادیار جغرافیای تاریخی در همان دانشگاه به تدریس پرداخت و در کنار آن ضمن خدمت در موزه دولتی پروس به مطالعه در جغرافیای تاریخی مشرق زمین به ویژه ایران و عراق پرداخت. وی از سال ۱۹۰۳ در خاور نزدیک و خاورمیانه و نیز در طول جنگ‌های اول و دوم جهانی به کاوش‌های باستان‌شناسی در ایران، میان‌رودان و سوریه مشغول بود و با هیئت اعزامی به نینوا برای بررسی‌های باستان‌شناسی و تاریخی اعزام شد. در جریان این مأموریت‌ها شوق تحقیق در تاریخ مشرقِ قدیم در او افزایش یافت. اشتیاق او به تاریخ شاهنشاهی اشکانی و مطالعات اسلامی به جایی رسید که تا پایان زندگی از آن دست نکشید. وی هم‌چنین چندین سال در مورد تمدن‌های بابل، آشور، ساسانی و نیز صنایع، معماری و اسناد مربوط به صنعت دوره هخامنشی و دوره اسلامی به پژوهش اشتغال داشت.
ارنست هرتسفلد همراه شرق‌شناسان نامی آن دوره آلمان فریدریش دلیچ (Friedrich Delitzsch) و والتر آندره (Walter Andrae) در حفاری‌های باستان‌شناسی آشور فعالانه شرکت کرد. پس از آن به مدت دو سال از ۱۹۰۵ سفری تحقیقاتی اکتشافی به کردستان، لرستان، شهر پارسه (تخت جمشید) و پاسارگاد داشت. در لرستان مطالعاتی در مورد مردمان کاسیان و حوزه پراکندگی آن‌ها در ایران داشت. او همانند بسیاری دیگر معتقد بود که واژه «کاسپین» صورت مکثر و جمع کاسی است. هرتسفلد می‌نویسد «اگر بنا باشد اسمی به سکنه ایران پیش از ورود آریایی‌ها داده شود هیچ کلمه‌ای شایسته‌تر از واژه «کاسپین» نیست. ریشه این کلمه را می‌توانیم در نام بسیاری از نقاط ایران مانند کاشان، کوشک و غیره بیابیم و روشن‌تر از همه دریای کاسپین است.» هرتسفلد رد گسترش ریشه این نام و پراکندگی مردمانش را تا ولایت نورستان (آن زمان کافرستان خوانده می‌شد) در افغانستان و هند پیگیری و دنبال کرده بود.
پس از دریافت درجه دکترا به مدت دو سال از ۱۹۰۷ به همراه فریدریش زاره (Friedrich Sarre) که در سال ۱۹۰۵ با او آشنا شده بود سفری به میان‌رودان داشت. آن زمان فریدریش زاره رئیس بخش تازه تأسیس اسلامی در موزه کایزر فریدریش (موزه بوده) آلمان بود. هدف آن‌ها پژوهش در مورد بابل و آشور بود. برای این منظور آن‌ها خاکبرداری را از شهر سامرا پایتخت خلافت عباسیان آغاز نمودند. نتیجه کار آن‌ها کشفیاتی بود که بیشتر آن به موزه کایزر فریدریش اهدا شد.
پس از بازگشت از این سفر در سال ۱۹۰۹ هرتسفلد موفق به دریافت درجه استاد از دانشگاه برلین در رشته جغرافیای تاریخی شد و در همان دانشگاه به عنوان استاد آزاد مشغول تدریس شد.
آشنایی جامعه جهانی با فعالیت‌های هرتسفلد با کاوش دوباره در سامره میان سال‌های ‎۱۹۱۱–۱۹۱۳ آغاز شد که با کشف گنج‌نبشت هخامنشیان در شهر پارسه از ‎۱۹۳۱–۱۹۳۴ به نقطه عطف خویش رسید. در حفاری‌های تخت جمشید هرتسفلد را باستان‌شناس جوانی به نام فریدریش (فریتز) کرفتر Friedrich (Fritz) Krefter همراهی می‌کرد. هرتسفلد جزو نخستین گروه از باستان شناسان و شرق شناسان باختر بود که اعتقاد داشتند تمامی آنچه از یونانی‌ها در مورد ایرانیان گفته شده درست نیست. این تعاریف یونانی با غرض ورزی‌های سیاسی و اجتماعی و اقتصادی هستند که برخاسته از نگرش مختص یونانی‌ها در مورد بازگویی وقایع، حوادث و مسائل مختلف بود.
هرتسفلد در سال ۱۹۲۰ کرسی استادی جغرافیای تاریخی مشرق‌زمین در دانشگاه برلین و مقام نخستین استاد رسمی باستان‌شناسی خاور نزدیک را به دست آورد و هم‌زمان به تدریس در رشته زبان‌شناسی شرق پرداخت. وی سپس به ایران آمد و مدت‌ها به مطالعه و تحقیق پرداخت و گزارشی جامع دربارهٔ تخت جمشید برای دولت ایران تهیه کرد. در جریان این کاوش‌ها آثار متعدد باستانی شامل ظروف سنگ‌تراشی شده، نقاشی و کتیبه‌های زیادی از زیر خاک بیرون آورده شد. او در تهران کلاسهایی برای تدریس زبانهای باستانی دایر کرد و یکی از شاگردان برجسته او محمدتقی بهار بود و فعالیت‌هایش مورد توجه شخص رضاشاه بود. در سوم خرداد ۱۳۰۷ مجلس شورای ملی با تصویب قانونی او را با حقوق ماهیانه پانصد تومان به استخدام وزارت معارف درآورد تا تاریخ و زبانهای باستانی تدریس کند. تلاش‌های علمی هرتسفلد در شناسایی تمدن کهن مناطق مختلف شرق مثال‌زدنی است. در مجموع او حدود یازده سال ساکن ایران بود و جایگاهی بی‌همتا در پروژه‌های باستان‌شناسی و میراث ملی به دست آورد. هرتسفلد همچنین در تهران به عنوان رایزن نیمه رسمی سفارت آلمان فعالیت داشت و بارها تلاش کرد بنیاد باستان‌شناسی آلمانی در ایران ایجاد کند اما بحران اقتصادی در آلمان به دلیل جنگ جهانی مانع شد.

### لوح زرین داریوش بزرگ
سی هزار لوحهٔ خشتی بازمانده تنها چیزهایی بودند که بر اثر سوخته شدن تخت جمشید به دست اسکندر مقدونی که در متون پارسی از او با نام گُجَستک یاد می‌شود، وضعیتی بهتر پیدا کردند و از حالت خشت خام به صورت خشت پخته درآمدند و تا زمان حال دوام آوردند. هرتسفلد پیوسته از این الواح خشتی با نام حافظه تاریخی ایرانیان نام می‌برد. هرتسفلد که با کشف این سی هزار لوحه برای دادن گزارش و تأمین هزینه کاوش‌های بعدی از ایران خارج شده بود کارها را به دست دستیار جوان خود کرفتر سپرد. وقتی هرتسفلد در تخت جمشید بود، کرفتر که همانند هرتسفلد در کنار دیگر رشته‌ها در رشته معماری هم تحصیل کرده بود، جایی را پیدا کرد که بنا به آشنایی دقیقی که از فن معماری علمی و منطقی داشت مایل به حفاری در آن بود؛ زیرا حدس می‌زد که در آنجا چیز ارزشمندی وجود دارد. اما هرتسفلد هر بار مانع می‌شد و می‌گفت آنجا احتمالاً باید محل منبعی برای ذخیره آب یا چیزی شبیه آن بوده باشد و با توجه به کمبود وقت و پشتوانه مالی باید ابتدا به دنبال چیزهای مهم‌تر رفت.
با خروج هرتسفلد از ایران، کرفتر این موقعیت را پیدا کرد که به حفاری در آن محل بپردازد. پس از گذشت زمان اندکی در ژرفای یک و نیم متری سطح زمین کرفتر موفق به یافتن لوح زرینی شد که زیر پایه نخستین بنای تخت جمشید قرار داده بودند. او نخستین کسی بود که این لوح زرین ساخته شده از ۵ کیلو طلای ناب را که پیامی از داریوش بزرگ برای نسل‌های بعد داشت، پس از گذشت دو هزار و چهارصد سال بیابد. احتمالاً آخرین نفر که این پیش از او، لوح زرین را در دست داشته و در آن محل کار گذاشته بود خود شخص داریوش بزرگ بوده‌است.

نوشته روی لوح با این جمله آغاز شده بود:
این داریوش است که سخن می‌گوید… در این لوح داریوش به نسب خویش و بزرگی سرزمین‌های زیر فرمانش اشاره کرده و این که بنای تخت جمشید را او آغاز نموده‌است، زیرا می‌خواست پایتختی داشته باشد که متناسب با بزرگی کشورش باشد. توسط این مهر زرین ایران تنها و نخستین مملکتی در جهان است که سند مالکیت دارد. از دید سیاسی و حقوقی این سندی معتبر است. تنها راه گذشتن از سد این سند نیز تجزیه و نابود کردن این مملکت است، به‌طوری‌که مالکی دیگر وجود خارجی نداشته باشد. این خود یکی از علل آنچه در دویست و پنجاه سال گذشته بر ما رفته‌است می‌تواند باشد.
در آخرین بخش‌های کاوش، دولت آلمان دو نفر (یکی با گرایشات نازیسم و دیگری یهودی) را برای همکاری بیشتر به تیم هرتسفلد-کرفتر روان کردند. پس از آنکه حکومت رضاشاه اجازه فعالیت‌های باستان‌شناسی دیگری به او نداد و اجازه اقامت او را در ایران تمدید نکرد در سال ۱۹۳۵ ابتدا به لندن رفت؛ زیرا ترس آن بود که در آلمان نازی از سوی دولت آدولف هیتلر این کشور تحت تعقیب قرار گیرد؛ زیرا پدربزرگ و مادربزرگ مادری وی یهودی بودند و دولت آلمان نازی درجات علمی وی را در این کشور باطل اعلام کرده بود. او در لندن چندین سخنرانی ایراد کرد و در سال ۱۹۳۵ کتاب «پیشینه باستان‌شناسی ایران» از او به چاپ رسید. سپس از لندن به آمریکا رفت و در مقام استاد شرق‌شناسی دانشگاه پرینستون به کار پرداخت اما هیچ وقت راضی از حال خود نبود.
رقیبان هرتسفلد آلمانی، در ایران، فرانسوی‌ها و آمریکایی‌ها بودند.

## اتهام قاچاق اشیا تاریخی
فعالیت‌های هرتسفلد در پارسه (تخت جمشید) در سال ۱۹۳۴ پایان داده شده و مجوز فعالیت‌های وی دیگر تمدید نشد. در برخی منابع علت این موضوع، اختلاف او با مقام‌های دولتی ایران از بابت چگونگی تقسیم یافته‌ها و در برخی منابع دیگر، اقداماتی از سوی هرتسفلد برای خارج کردن تعداد از آثار تاریخی از ایران به شکل غیرقانونی عنوان شد.

## سال‌های پایانی
علی‌رغم موقعیت شایسته کاری، هرتسفلد هیچگاه به زندگی در آمریکا خو نگرفت. در کتاب «ارنست هرتسفلد و گسترش پژوهش‌های خاور نزدیک: ‎۱۹۰۰–۱۹۵۰» آمده‌است: «حقوق بازنشستگی برای زندگی به شیوه‌ای که هرتسفلد به آن عادت داشت کافی نبود»، او بخش بزرگی از کتابخانه منحصر بفرد و اشیای عتیقه خود را به موزه متروپولیتن نیویورک و دیگر مراکز فرهنگی-هنری در آمریکا و بریتانیا فروخت و کمی پس از بازنشستگی در سال ۱۹۴۴ به خاورمیانه بازگشت. ابتدا در سوریه و سپس در مصر به پژوهش‌های خود دربارهٔ هنر اسلامی ادامه داد. همچنین کتابی دربارهٔ نتیجه سال‌ها پژوهش خود در آیین زرتشت را منتشر کرد. در زمان اقامت در قاهره به مالاریا مبتلا شد و مدتی پس از آنکه برای درمان به سوئیس رفت. او در ۲۰ ژانویه ۱۹۴۸ در بیمارستانی در بازِل درگذشت. از او تنها مقبره‌ای گمنام باقی مانده‌است.

## عضویت در انجمن‌ها
هرتسفلد عضور انجمن آسیایی لندن و ایرلند، عضو فرهنگستان عربی دمشق، عضو افتخاری مؤسسه باستان‌شناسی هند و فرهنگستان بریتانیا بود. از هرتسفلد آثار متعددی در زمینه تاریخ تمدن اسلامی و پژوهش‌هایی در مورد نقشه‌برداری از مناطق مختلف شرق به جای مانده که کتیبه‌های ایران قدیم، ایران در شرق قدیم، زرتشت و جهان از آن جمله‌اند. او سرانجام بعد از ۶۹ سال زندگی در ۲۰ ژانویه ۱۹۴۸ در شهر بازل سوئیس درگذشت.

## نگاشته‌ها
هرتسفلد سفرهایی به افغانستان، ترکیه، عراق، سوریه و مصر داشت. وی همچنین تحقیقاتی در مورد پارت‌ها (اشکانیان)، ساسانیان و همچنین هنر و معماری اسلامی و تمدن‌های باستانی میان‌رودان انجام داد و مقال‌های معتبری به نگارش درآورد.
بیست سال پس از مرگ او آخرین اثر وی با نام «امپراتوری ایران» در ویسبادن به چاپ رسید. پس از آن آوازه او کم‌کم از یادها رفت تا اینکه نهادهای پژوهشی و موزه‌ها ثبت دقیق یادگارهای به جا مانده از او را آغاز کردند.
فهرست برخی آثار وی:
- سامرا، نقشه‌برداری و تحقیق در مورد باستان‌شناسی اسلامی، برلین ۱۹۰۷.
- سفر از میان لرستان، ۱۹۰۷
- به همراه فریدریش زاره، سفری باستان شناختی به ناحیه دجله و فرات، ۴ جلد، برلین ۱۹۱۱ تا ۱۹۲۰
- به همراه فریدریش زاره، سنگ نبشته‌های ایران، برلین ۱۹۲۰
- در کنار دروازه آسیا، سنگ نگاره‌ها و سنگ نبشته‌های دوران پهلوانی ایران، به همراه ۴۴ عکس، ۶۵ نگاره برداری، برلین ۱۹۲۰
- تزیینات دیواری بناهای سامره، برلین ۱۹۳۲
- بناها و سنگ نبشته‌های دوران نخستین دودمان ساسانی، برلین ۱۹۲۴
- نقاشی‌های سامره، برلین ۱۹۲۷
- کوزه‌گری و سفال‌سازی پیش تاریخی سامره، برلین ۱۹۳۰
- مریاملیک و کوریکوس دو محوطه باستانی مسیحی در آسیای کوچک، منچستر ۱۹۳۰
- بناهای یادبود ایرانی، ۴ جلد، برلین ۱۹۳۲
- تاریخ باستان‌شناختی ایران، لندن ۱۹۳۵
- سنگ‌نبشته‌های کهن ایرانی، برلین ۱۹۳۸
- ایران، شرق باستان، مطالعات باستان‌شناختی دانشگاه آکسفورد، لندن/ نیویورک ۱۹۴۱
- زرتشت و جهان او، دو جلد، نیویورک ۱۹۴۷
- تاریخچه شهر سامره، هامبورگ ۱۹۴۸
- شاهنشاهی پارسی‌ها، ویسبادن ۱۹۶۸

## نگارخانه

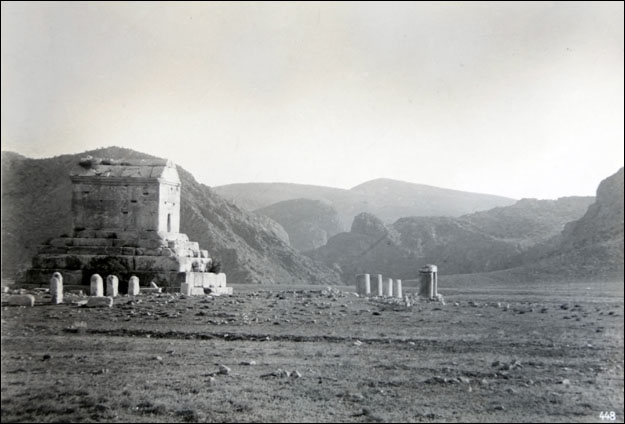
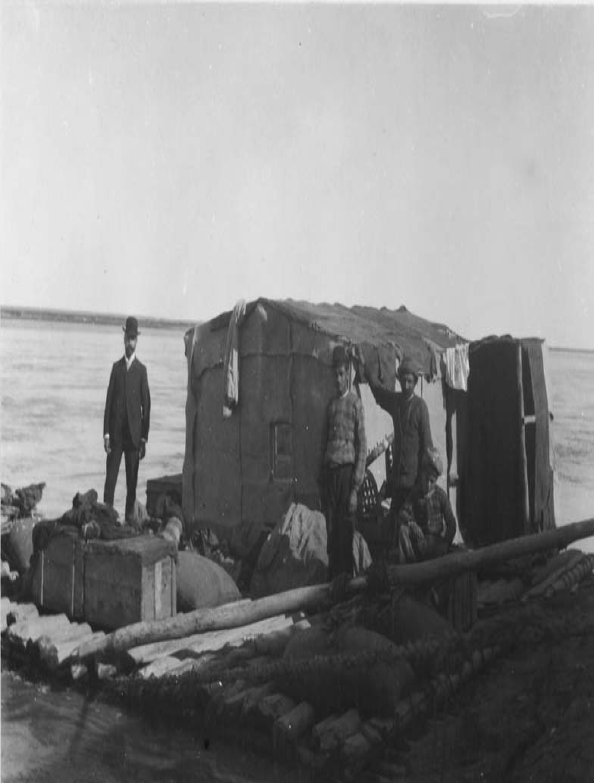
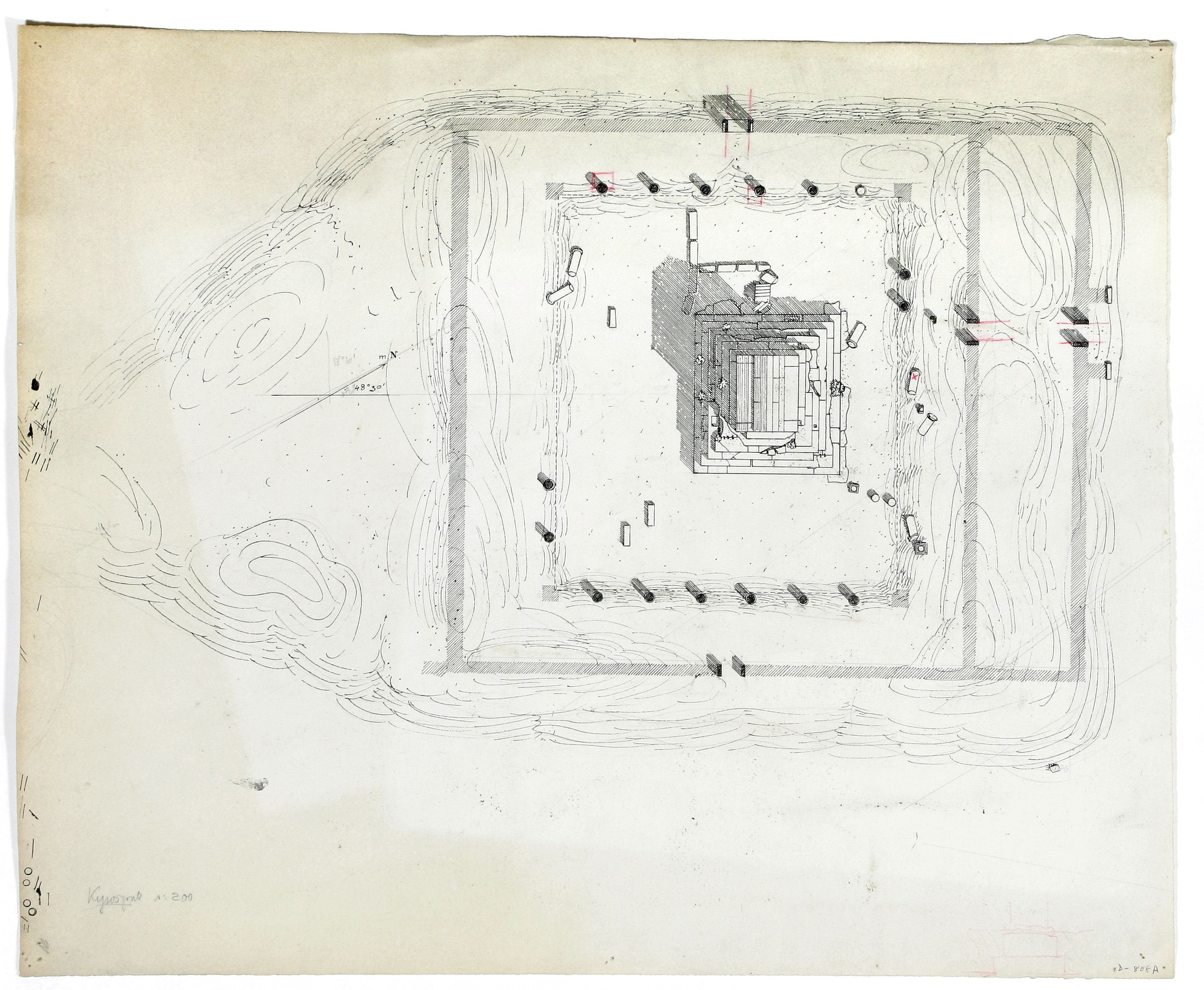
طرح محوطهٔ آرامگاه کوروش بزرگ از نمای بالا، اثر ارنست هرتسفلد.